# Megasema stupenda
Megasema stupenda är en fjärilsart som beskrevs av Butler 1878. Megasema stupenda ingår i släktet Megasema och familjen nattflyn. Inga underarter finns listade i Catalogue of Life.